# Wilhelm Kläger
Wilhelm Kläger (* 25. Dezember 1814 in Berlin; † 4. August 1875 in Braunschweig) war ein deutscher Schauspieler, Regisseur und Dramatiker. Er wirkte von 1835 bis 1875 an zahlreichen deutschen Theatern.

## Leben
Wilhelm Kläger wurde 1814, nach anderen Angaben 1817, in Berlin geboren. Er sollte ursprünglich Theologe werden, wurde jedoch von dem Schauspieler Ludwig Devrient derart beeindruckt, dass er zum Theater wechselte. Kläger debütierte 1835 am Hamburger Stadttheater. Von 1837 bis 1845 wirkte er am Kasseler Hoftheater. Es folgte von 1845 bis 1849 ein Engagement am Hoftheater Mannheim. Er durchlief mehrere Theaterstationen, darunter Breslau, Leipzig, Magdeburg, Budapest und Berlin, bevor sich von 1858 bis 1867 ein Engagement am Hoftheater Darmstadt anschloss. Dort kündigte er 1867, wurde 1869 als Schauspieler in Braunschweig tätig, gefolgt von Stationen in Hamburg, Weißenfels, Graz und Wien.
Kläger starb am 4. August 1875 in Braunschweig und wurde auf dem dortigen St. Magnifriedhof in Anwesenheit von Vertretern des Hoftheaters beigesetzt.
Der seinerzeit bekannte Charakterdarsteller Kläger, in zeitgenössischen Rezensionen vielfach als „genial“ bezeichnet, glänzte in seinen Paraderollen als Shylock in Der Kaufmann von Venedig, Franz Moor in Die Räuber, Mephisto im Faust und Nathan in Nathan der Weise. Seine Karriere wurde durch Alkoholprobleme beeinträchtigt, die von Entlassungen und zweit- und drittklassigen Engagements gezeichnet ist. Seine für Theaterdirektoren und Regisseure häufig unberechenbaren, oft humorigen Eskapaden sind in zeitgenössischen Anekdoten überliefert.

### Familie
Kläger heiratete am 24. Juli 1840 in Hamburg die Schauspielerin Albertine Spahn. Sie starb am 12. Februar 1865 in Darmstadt. Das Paar hatte eine Tochter, die Hofschauspielerin Marie Hasemann-Kläger (1844–1921), die zunächst den Schauspieler und Schauspieldirektor Wilhelm Hasemann und 1881 nach der Trennung von Hasemann den Hofschauspieler Ludwig Wagner (1856–1913) heiratete.

## Werke (Auswahl)
Kläger war auch als Bühnenschriftsteller tätig. Zu seinen Bühnenstücken, die in das allgemeine zeitgenössische Bühnenrepertoire aufgenommen wurden, gehören folgende Werke:
- Vor Taschendieben wird gewarnt!, Schwank in einem Aufzug, 1853
- Der Präsident, Lustspiel in einem Aufzug, 1863
- Ludwig Devrient oder Die Macht des Genies, Lustspiel, 1869
- Ein Küchenroman: Original-Lebensbild mit Gesang, 1870
- Ein Besuch Carl Seydelmann’s: Künstler-Genrebild in einem Aufzug